# Pitcairnia insularis
Pitcairnia insularis là một loài thực vật có hoa trong họ Bromeliaceae. Loài này được Tatagiba & R.J.V.Alves mô tả khoa học đầu tiên năm 2004.